# 髙野芹奈
髙野 芹奈（たかの せな、1998年（平成10年）3月1日 - ）は、日本のセーリング選手（クルー）である。
オリンピック日本代表としてセーリング女子49erFX級に2度出場している。

## 生涯・経歴
1998年3月1日に大阪府大阪市に生まれた。「芹奈（せな）」という名前は、元カートレーサーの父親が好きだったF1レーサーのアイルトン・セナに由来する。
中学3年の秋にクラスメイトであった田中美紗樹に誘われヨット競技を始めた。
田中と共に関西大学第一高等学校に進学後、2014年にはインターハイのFJ級で優勝し、韓国で行われたアジア競技大会の420級では4位入賞を果たした。
2015年には唐津市で行われた420級世界選手権大会で女子総合3位となり、日本女子では初となるジュニアで1位の快挙となった。
2015年9月から49erFXの練習を本格的に開始すると、2016年3月のアジア選手権を制し、リオデジャネイロオリンピックの日本代表の座を掴んだ。
2016年、日本セーリング史上最年少である18歳でオリンピックに出場し、宮川惠子と共に日本を代表し、49erFX級で20位になった。
その後、関西大学に所属した。
2019年の世界選手権大会では20位になった。選考指定大会の得点では、日本勢トップに確定し代表内定した。
2021年、セーリングのプロリーグ SailGPに参戦しているジャパンSailGPチームに新メンバーとして参加することを発表した。高野は同時に加入した梶本和歌子と共にSailGPの初の試みである女性セーラー育成を目的としたプログラムに参加し、スポーツにおける女性選手の地位向上を目指す。
2021年7月の開催となった東京オリンピックセーリング女子49erFX級には、山崎アンナとともに出場したが、沈や二度のリコールによる失格もあり12レースを終えた時点で18位となって最終のメダルレースには進めなかった。
同年10月にはスペインのカディスで行われたSailGP第6戦にてレースデビューを果たした。